# Mokuan Reien

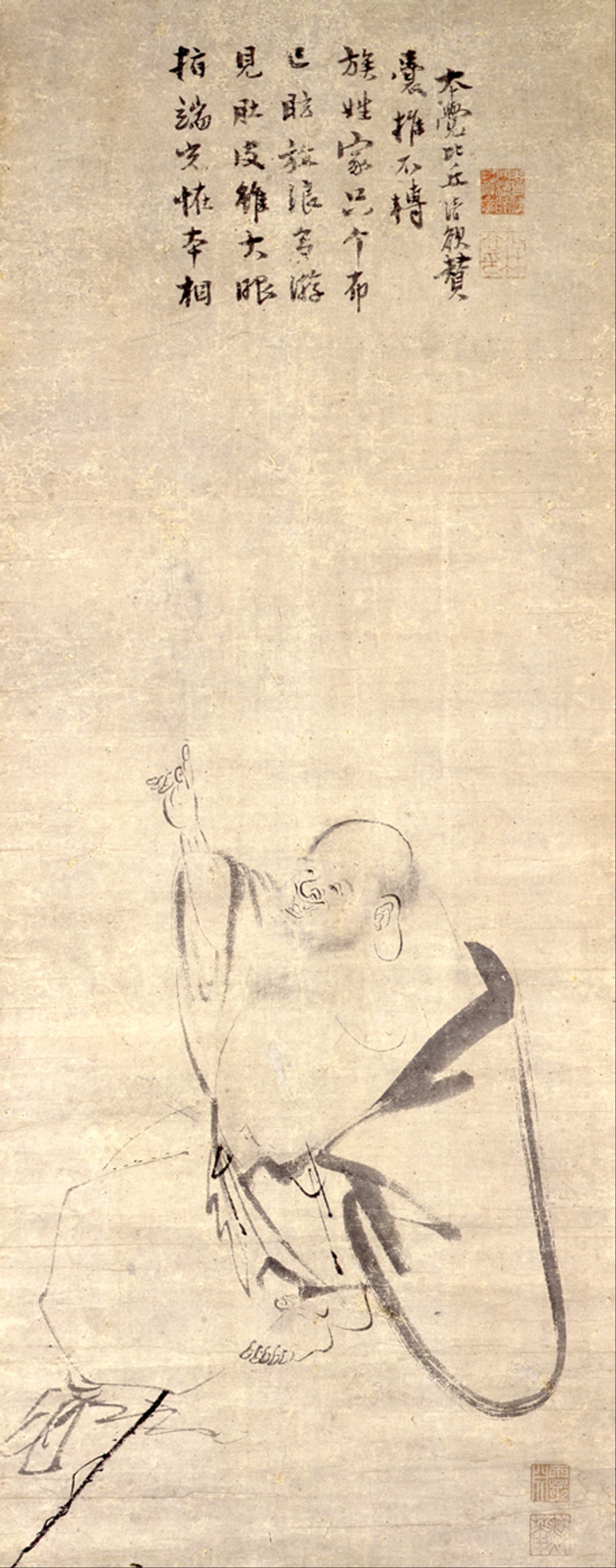
Mokuan: Hotei (MOA-Kunstmuseum)

Mokuan Reien (japanisch 黙庵 霊淵; geboren im 13. Jahrhundert; gestorben um 1345) war ein japanischer Maler der um das 14. Jahrhundert in China tätig war.

## Leben und Wirken
Mokuan Reien führte eigentlich den Vornamen „Koreichi“ (是一). Er wurde ein Schüler von Kenzan Suuki (見山崇喜), der am Tempel Jōchi (浄智寺) in Kamakura wirkte, und änderte seinen Vornamen in Reibuchi (霊淵). Während der Karyaku-Ära (1326–1329) reiste er in das China der Yuan-Dynastie und studierte unter verschiedenen Zen-Gelehrten. Er praktizierte Meditation mit berühmten Mönchen wie Ryoan Seiyoku (了庵 清欲) und Soseki Bonki (楚石 梵琦). Er war bereits als Nō-Maler bekannt, als er im Tempel Jōji-ji (浄慈寺) in Lin’an war. Er besuchte gelegentlich auch den Tempel Rikutsū-ji (六通寺) am Westsee, wo ihm der Meister des Tempels sagte, er sei die Reinkarnation des Gründers dieses Tempels, Mokkei Oshō (牧谿 和尚), und diesen Eindruck machte er tatsächlich.
Es wird vermutet, dass die Gemälde ursprünglich als Freizeitübung für Zen gedacht waren, doch später, im Jahr 1344, schuf er unter Soseki Bonki großformatige Werke wie die „Abbildung der zweiundzwanzig [Zen]-Patriarchen“ (二十二祖像, Nijūni sozō). Es scheint so, als übte er damit eine hauptberufliche  Tätigkeit aus. Er starb um 1745 in China. Seine Werke wurden posthum nach Japan gebracht, doch lange Zeit glaubte man fälschlicherweise, Mokuan sei Chinese. Viele seiner Werke sind Tuschemalereien taoistischer Figuren, und sie sind so einzigartig, dass sie von den oben erwähnten berühmten Mönchen der Yuan-Dynastie gelobt wurden.
Zu Mokuans repräsentativen Werken gehören „Shisui-zu“ (四睡図) – „Vier Schlafende“, im Besitz der Maeda Ikutokukai in Tokio, und „Hotei-zu“ (布袋図) im MOA-Kunstmuseum in Atami und im Besitz der Masaki-Sammlung. Weitere Werke sind „Byakui Kannon“ (白衣観音図), Tusche auf Seide, in der Ataka-Sammlung und eine weitere in der Freer Gallery of Art in Washington, D.C.